# Valdivia novemdentata
Valdivia novemdentata is een krabbensoort uit de familie van de Trichodactylidae. De wetenschappelijke naam van de soort is voor het eerst geldig gepubliceerd in 1968 door Pretzmann.